# Ангелы с грязными лицами
«Ангелы с грязными лицами» (англ. Angels with Dirty Faces) — известная и часто цитируемая гангстерская драма 1938 года, снятая Майклом Кёртисом на киностудии Warner Brothers. В ролях заняты ключевые звёзды Голливуда 1930—1940-х годов: Джеймс Кэгни, Хэмфри Богарт, Пэт О’Брайен и группа молодых актёров, известных как Dead End Kids.

## Сюжет
Подростки Рокки Салливан (Джеймс Кэгни) и Джерри Коннолли (Пэт О’Брайен) — закадычные друзья детства, типичные «дети улицы». Но однажды им не повезло. При попытке кражи авторучек из железнодорожного вагона Рокки попался, Джерри удалось ускользнуть. Выйдя из спецшколы, Рокки не перестал вести рискованную жизнь и вскоре стал известным гангстером. Джерри же выбрал путь духовного очищения, став священником.
Рокки возвращается в свой родной район, где Джерри смиренно несёт свою службу и терпеливо работает с местными мальчишками, оберегая их от влияния улицы и не давая им стать на скользкий путь криминала. Шестеро из них: Соупи (Soapy), Свинг (Swing), Бим (Bim), Пэтси (Patsy), Крабфейс (Crabface) и Ханки (Hunky), считают своим кумиром Рокки, и Джерри старается убедить старого друга не втягивать подростков в сомнительные дела.
Рокки выходит на Фрейзера (Хэмфри Богарт), знакомого коррумпированного адвоката, и Кифера (Джордж Бэнкрофт), городского подрядчика и теневого дельца. Фрейзер должен Рокки 100 тысяч долларов, но Рокки этого мало — он хочет войти в крупное дело, хочет контролировать часть города, фактически, занять место Кифера. Фрейзер и Кифер стараются избавиться от Рокки, но тот раскрывает их планы, а заодно находит записную книжку, в которой они вели учёт взяток, выплаченных влиятельным лицам города. Взяв адвоката в заложники, Рокки требует от его партнёра выплатить долг. Киферу ничего не остаётся, он отдаёт Рокки 100 тысяч, но затем, воспользовавшись своими связями, наводит на Рокки полицию. Полицейские приходят арестовать Рокки, но тот в последний момент успевает передать конверт с деньгами одному из подопечных Джерри, и подросток сохраняет его.
Рокки арестован, однако денег при нём нет, Фрейзер находится в неизвестном месте, а главное, записная книжка и бумаги, столь опасные для властной верхушки города, также не найдены. Кифер понимает, что держать Рокки в полиции нельзя, так как его возможные сообщники могут пустить в ход имеющийся компромат. Рокки выпускают на свободу в тот же день, и это становится главной новостью в утренних газетах.
Джерри решает использовать этот случай для того, чтобы уличить власти города в связях с преступным миром, покончить с засилием криминала во властных кругах города и навсегда избавить мальчишек от перспективы стать такими, как его друг детства. Он предлагает Рокки покинуть город, так как собирается использовать имя своего друга для компрометации и ниспровержения нечистых на руку городских воротил. Рокки отказывается покинуть город, в котором он чувствует себя королём, к тому же он не верит, что священнику под силу выполнить такую задачу. К счастью для Джерри, он находит поддержку в редакции одной из городских газет и начинает кампанию по разоблачению коррумпированных властей. Фрейзер и Кифер понимают, чем им это грозит, и строят планы убийства священника. Тем не менее Рокки их опережает и расправляется с обоими, спасая жизнь своему другу.
Кампания Джерри приносит свои плоды. После отчаянной перестрелки Рокки оказывается под арестом и ему грозит смертная казнь на электрическом стуле. Джерри навещает его в тюрьме и просит перед смертью оказать ещё одну услугу — умереть, умоляя о пощаде, представ перед общественностью безвольным и трусливым слабаком. Тем самым Джерри надеется развенчать образ героя-гангстера Рокки в глазах своих подопечных. Рокки с возмущением отвергает такое предложение, заявляя, что будет «держаться до конца» и не откажется от единственного, что у него осталось — своей чести. Впрочем, в самый последний момент Рокки начинает кричать, плакать, упираться, его силой волокут к электрическому стулу. Зритель остаётся в сомнениях, исполнил ли Рокки просьбу священника или на самом деле оказался «трусливой крысой». Ребята, узнав о том, как умер Рокки, решают, что он «слабак». После этого они отправляются на мессу вместе с Джерри.

## В ролях
- Джеймс Кэгни — Рокки Салливан
- Пэт О’Брайен — священник Джерри Коннолли
- Хэмфри Богарт — Джеймс Фрэйзер
- Энн Шеридан — Лори Мартин
- Джордж Бэнкрофт — Мак Кифер
- Билли Хэлоп — Соупи
- Эдвард Поли — Эдвардс
- Мэрилин Ноулден — Лори Мартин в детстве
- Дик Уэссел — мужчина в бильярдной, избитый священником Джерри Коннелли (в титрах не указан)

## Награды и номинации
- 3 номинации на «Оскар» — лучшие режиссёр, сценарий, актёр (Джеймс Кэгни)
- Премия кинокритиков Нью-Йорка — лучший актёр года (Джеймс Кэгни).

## Влияние на массовую культуру
- В 1939 году кинокомпания Warner Brothers выпустила мультипликационный фильм Thugs with Dirty Mugs (Убийцы с грязными лицами), в котором в карикатурном виде предстали звёзды Голливуда, исполнившие главные роли в фильме. Мультфильм поставлен знаменитым мультипликатором Тексом Авери.
- В 1950-е годы в сборной команде Аргентины по футболу блистали форварды Антонио Анджелилло, Омар Сивори и Умберто Маскио. Эта троица нападающих получила прозвище «Ангелы с грязными лицами». Также их называли «Трио смерти» за хладнокровие при завершении атак.
- В рождественской комедии «Один дома» (1990) есть пародия под названием «Ангелы с грязными душами» (англ. Angels with Filthy Souls). По телевизору показывают, как гангстер Джонни отстреливает длинную пулемётную очередь, после чего произносит: «Сдачи не надо, грязная тварь!» Хардкор-группа «Angels with Filthy Souls» получила своё название после этого фильма.
  - В сиквеле «Один дома 2: Потерявшийся в Нью-Йорке» (1992) можно увидеть фрагмент из продолжения фильма «Ангелы с грязными душами», которое называется: «Ангелы с ещё более мерзкими душами» (англ. Angels with Even Filthier Souls). В фильме Джонни даёт очередь из автомата Томпсона, после чего говорит: «Счастливого Рождества, мерзкая гадина! И с Новым Годом!» В обоих фильмах Кевин использует эти эпизоды для устрашения своих преследователей, которым кажется, что с ними из соседней комнаты говорит настоящий гангстер.
- В анимационном сериале Бэтмен, в эпизоде It’s Never Too Late есть аллюзия на фильм — история братьев Стромвелл, один из которых стал главарём банды, а другой священником.
- В Нью-Йорке есть знаменитый ирландский бар «Rocky Sullivan’s Pub», названный в честь главного героя фильма.
- Несколько раз различные исполнители, включая Sugababes и Tricky, использовали название фильма в качестве названий для своих альбомов. Другие (Sum 41, Sham 69 и Los Lobos) исполняют песни под названием «Angels with Dirty Faces».
- В начале 1990-х годов в Болливуде была снята индийская версия фильма: «Ram Jaane» («Бог знает»). Роль Рокки исполнил Шахрух Хан. Сюжет довольно близок к оригинальному (но, как обычно, действие перенесено в Индию).
- В компьютерной игре Mafia: The City of Lost Heaven есть отсылка в одной миссии, а конкретно сцена, где Поли расстреливает в телефонной будке ресторана гангстера, подошедшего вместо Серджио Морелло.
- В компьютерной игре Mafia 2 один из эпизодов пролога практически точно повторяет начальную сцену фильма. Герои игры Вито и Джо убегают от полиции, Джо удаётся ускользнуть, а Вито попадается, не успев перелезть через забор.
- Ангелы с грязными лицами часто упоминается как любимый фильм Доктора Эдварда Фицджеральда в британской детективной телевизионной драме «Метод Крекера» (Cracker).